# Ли-Мэллори, Траффорд
Траффорд Ли-Мэллори (англ. Trafford Leigh-Mallory; 11 июля 1892, Мобберли, Чешир, — 14 ноября 1944, близ Гренобля) — главный маршал авиации (1943) Великобритании.

## Биография
Окончил Кембриджский университет (1914). Во время 1-й мировой войны 1914—1918 служил в армии, с 1916 года — в ВВС.
В годы 2-й мировой войны командовал истребительной авиационной группой (до 1942 года), участвовавшей в ПВО Британских островов от налётов Люфтваффе. С ноября 1942 года командовал истребительной авиацией британских ВВС, с 1943 года — командующий союзными ВВС в Северо-Западной Европе, обеспечивавшими в 1944 году высадку и наступление союзных войск во Франции. В октябре 1944 года назначен командующим объединёнными союзными ВВС в Юго-Восточной Азии; погиб в авиационной катастрофе. 14 ноября 1944 г. назначенный главнокомандующим военно-воздушными силами в Юго-Западной Азии Ли-Мэллори погиб в авиакатастрофе при перелете к месту назначения. Его самолет врезался во французские Альпы близ Гренобля. 18 ноября британская пресса объявила Ли-Мэллори пропавшим без вести. Обломки самолёта были обнаружены местными жителями уже после окончания войны в Европе, в июне 1945 года. Как установило следствие, катастрофа произошла из-за плохих погодных условий. Смерть из-за гор постигла обоих братьев. А его братом был легендарный Джордж Герберт Ли Мэллори - участник восхождения на Джомолунгму (Эвереста) в 1924 году.